# ليو رودريغوس
ليو رودريغوس (7 يناير 1999 بأولهاو في البرتغال - ) هو لاعب كرة قدم برتغالي في مركز حراسة المرمى.

## وصلات خارجية
- ليو رودريغوس على موقع قاعدة بيانات كرة القدم.إي يو (الإنجليزية)
- ليو رودريغوس على موقع Soccerway.com (الإنجليزية)